# Fred Ulysse
Pour les articles homonymes, voir Ulysse (homonymie).
Fred Ulysse est un comédien et metteur en scène français de théâtre et un acteur de cinéma et de télévision. Il est connu pour avoir interprété le rôle de Martin Féral, le père de Jacquou le Croquant, dans la série télévisée de l'ORTF réalisée par Stellio Lorenzi, en 1969.

## Filmographie

### Cinéma
- 1961 : Cause toujours, mon lapin de Guy Lefranc
- 1973 : Mais toi, tu es Pierre de Maurice Cloche
- 1975 : La Rage au poing d'Éric Le Hung : Sevin
- 1976 : Je suis Pierre Rivière de Christine Lipinska : le maire
- 1979 : Le Mors aux dents de Laurent Heynemann : le premier fonctionnaire
- 1983 : La Lune dans le caniveau de Jean-Jacques Beineix : le contremaître
- 1983 : Tout le monde peut se tromper de Jean Couturier : Lambert
- 1989 : Rouget le braconnier de Gilles Cousin : le brigadier Houlbert
- 1993 : Germinal de Claude Berri : Dansaert
- 1994 : Le Péril jeune de Cédric Klapisch : le père de Léon Rouvel
- 2000 : Selon Matthieu de Xavier Beauvois : Francis
- 2001 : Vidocq de Pitof : le vieux souffleur
- 2003 : Son frère de Patrice Chéreau : le père de Thomas et Éric
- 2004 : L'Ennemi naturel de Pierre Erwan Guillaume : le vieux Goulven
- 2005 : 13 Tzameti de Gela Babluani : Alain
- 2005 : Les Poings serrés court métrage de Franck Morand
- 2007 : Nos retrouvailles de David Oelhoffen : monsieur Robert
- 2008 : Les Liens du sang de Jacques Maillot : Louison, patron du Rubis
- 2009 : Non ma fille, tu n'iras pas danser de Christophe Honoré :  Michel
- 2011 : Ma part du gâteau de Cédric Klapisch : le père de France
- 2011 : Les Yeux de sa mère de Thierry Klifa : le père de Mathieu Roussel
- 2011 : La Traque d'Antoine Blossier : Éric
- 2015 : L'Odeur de la mandarine de Gilles Legrand : Firmin
- 2017 : La Villa de Robert Guédiguian : Maurice
- 2019 : Persona non grata de Roschdy Zem : Serge Laffont
- 2019 : Seules les bêtes de Dominik Moll

### Télévision
- 1967 : La Princesse du rail d'Henri Spade : le Frisé
- 1969 : Jacquou le Croquant (mini-série) de Stellio Lorenzi : Martin Féral, père de Jacquou
- 1969 : Que ferait donc Faber ? (série télévisée) réalisée par Dolorès Grassian
- 1972 : Les Cinq Dernières Minutes (épisode Le diable l'emporte) de Claude Loursais
- 1981 : Sans Famille de Jacques Ertaud : le messager
- 1982 : Les Enquêtes du commissaire Maigret de Louis Grospierre (série télévisée), épisode : Maigret et le Clochard
- 1986 : Messieurs les jurés : « L'Affaire Kerzaz » de Michèle Lucker
- 1990 : Intrigues (épisode Remords) d'Emmanuel Fonlladosa
- 1998 : L'Instit (saison 8, épisode 4 Le Chemin des étoiles) de Claudio Tonetti : Antoine
- 2002 : L'Été rouge de Gérard Marx (série télévisée) : Félix Croze
- 2007 : Le Père Amable d'Olivier Schatzky (série télévisée Chez Maupassant) : le Père Amable
- 2010 : L'Homme de la berge (court métrage) d'Olivier Charasson
- 2011 : Rituels meurtriers d'Olivier Guignard : Marcel
- 2014 : Intime Conviction de Rémy Burkel : le père de Paul Villers
- 2015 : Au revoir... et à bientôt ! de Miguel Courtois : Richard

## Théâtre
- 1956 : Noë d'André Obey, mise en scène Hubert Gignoux, Centre dramatique de l'Ouest
- 1956 : Les Hussards de Pierre-Aristide Bréal, mise en scène Georges Goubert, Centre dramatique de l'Ouest
- 1957 : Hamlet de William Shakespeare, mise en scène Hubert Gignoux, Centre dramatique de l'Est
- 1964 : Jules César de William Shakespeare, mise en scène Raymond Hermantier, Festival de Lyon, Théâtre Sarah-Bernhardt
- 1965 : L'Accusateur public de Fritz Hochwälder, mise en scène Claude Régy, Théâtre des Mathurins
- 1968 : Le Brave Soldat Chvéïk de Jaroslav Hašek, mise en scène José Valverde, Théâtre de l'Athénée-Louis-Jouvet
- 1974 : Pol d'Alain Didier-Weill, mise en scène Jacques Seiler, Théâtre de la Gaîté-Montparnasse
- 1998 : Ange des peupliers de Jean-Pierre Milovanoff, mise en scène Laurence Mayor, Théâtre national de la Colline
- 2000 : Ivanov d'Anton Tchekhov, mise en scène Claire Lasne, Théâtre Paris-Villette
- 2003 : Cairn d'Enzo Cormann, mise en scène Claudia Stavisky, Théâtre des Célestins, Théâtre de la Commune
- 2004 : Gagarin Way de Gregory Burke, mise en scène Bertrand Bossard, Bonlieu Scène nationale, Théâtre du Rond-Point
- 2006 : L'Ignorant et le fou de Thomas Bernhard, mise en scène Célie Pauthe, Théâtre national de Strasbourg puis Théâtre Gérard Philipe
- 2007 : Feuillets d'Hypnos de René Char, mise en scène Frédéric Fisbach, Festival d'Avignon
- 2008 : La Petite Catherine de Heilbronn d'Heinrich von Kleist, mise en scène André Engel, Odéon-Théâtre de l'Europe Ateliers Berthier
- 2008 : Le Canard sauvage d'Henrik Ibsen, mise en scène Yves Beaunesne au Théâtre du Nord puis Les Gémeaux
- 2011 : Soleil couchant d'Isaac Babel, mise en scène Irène Bonnaud, CDN de Thionville-Lorraine
- 2011 : La Mouette d'Anton Tchekhov, mise en scène Mikaël Serre, CDN Nouveau Théâtre de Montreuil
- 2012 : Soleil couchant d'Isaac Babel, mise en scène Irène Bonnaud, Théâtre du Nord
- 2014 : Tartuffe de Molière, mise en scène de Luc Bondy, Odéon-Théâtre de l'Europe
- 2015 : Ivanov d'Anton Tchekhov, mise en scène Luc Bondy, Théâtre de l'Odéon
- 2016 : Le Tartuffe de Molière, mise en scène Luc Bondy, Théâtre de l'Odéon